# Tetramorium pogonion
Tetramorium pogonion är en myrart som beskrevs av Bolton 1980. Tetramorium pogonion ingår i släktet Tetramorium och familjen myror. Inga underarter finns listade i Catalogue of Life.

## Bildgalleri

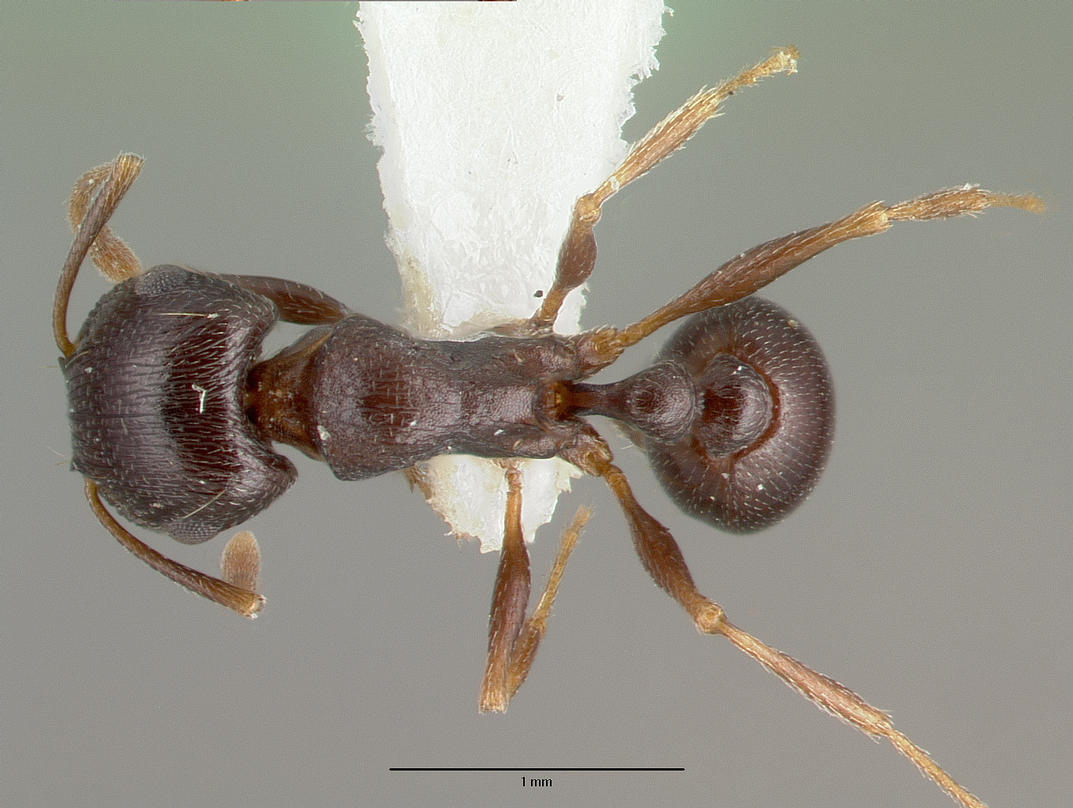
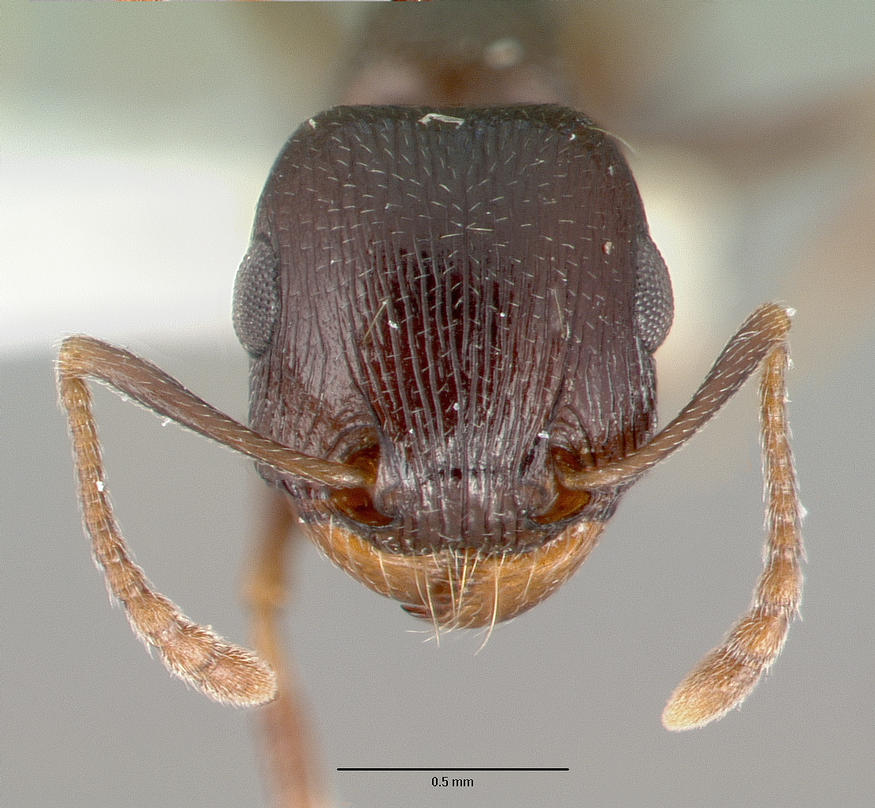
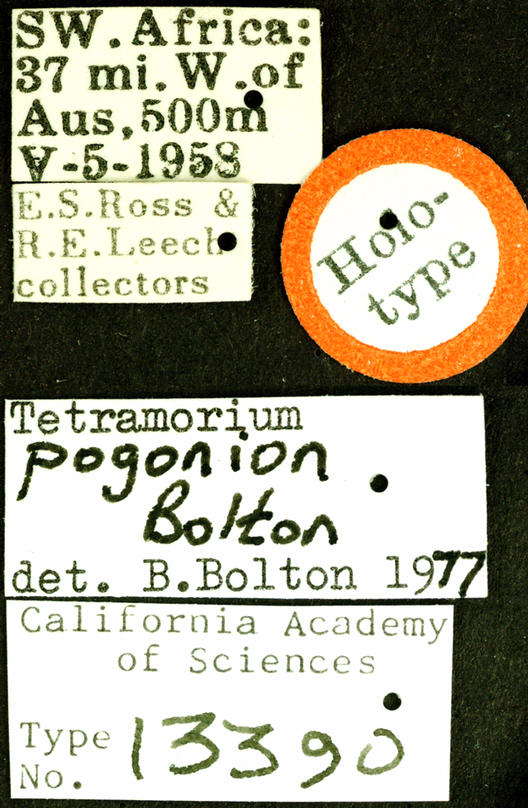
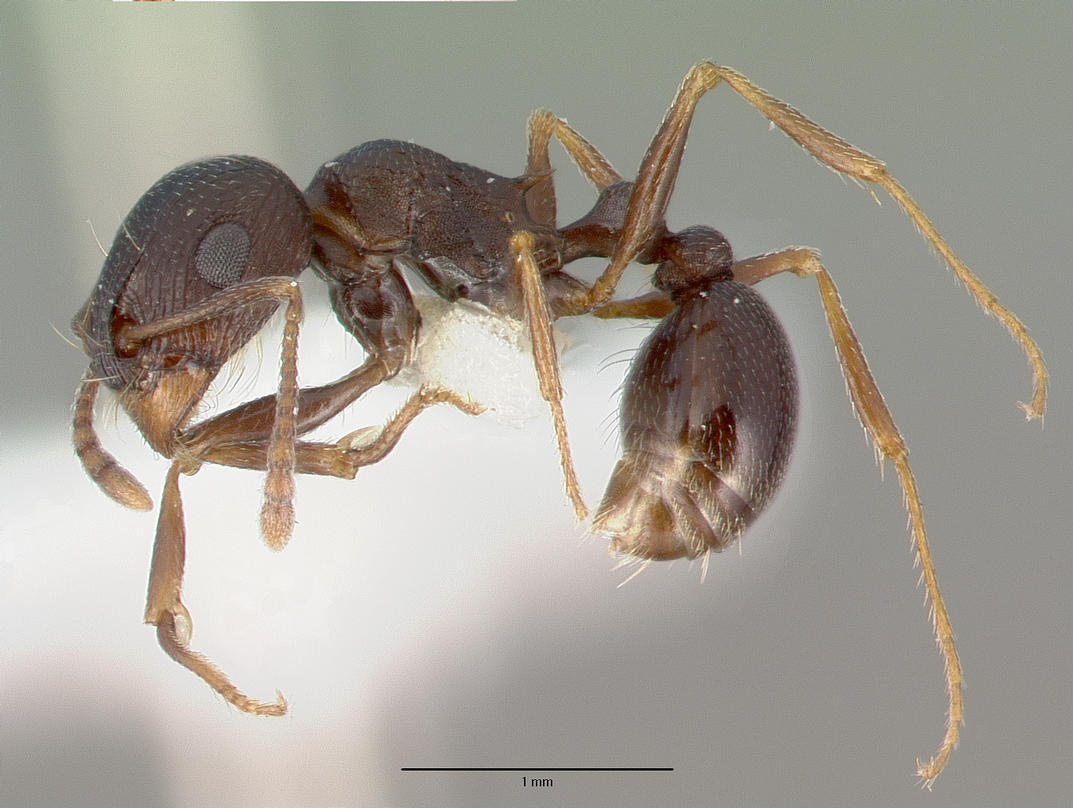